# Cortinarius erythrinus
Cortinarius erythrinus är en svampart som först beskrevs av Elias Fries, och fick sitt nu gällande namn av Elias Fries 1838. Cortinarius erythrinus ingår i släktet Cortinarius och familjen spindlingar.  Utöver nominatformen finns också underarten argyropus.